# Cappello Ducale del Liechtenstein

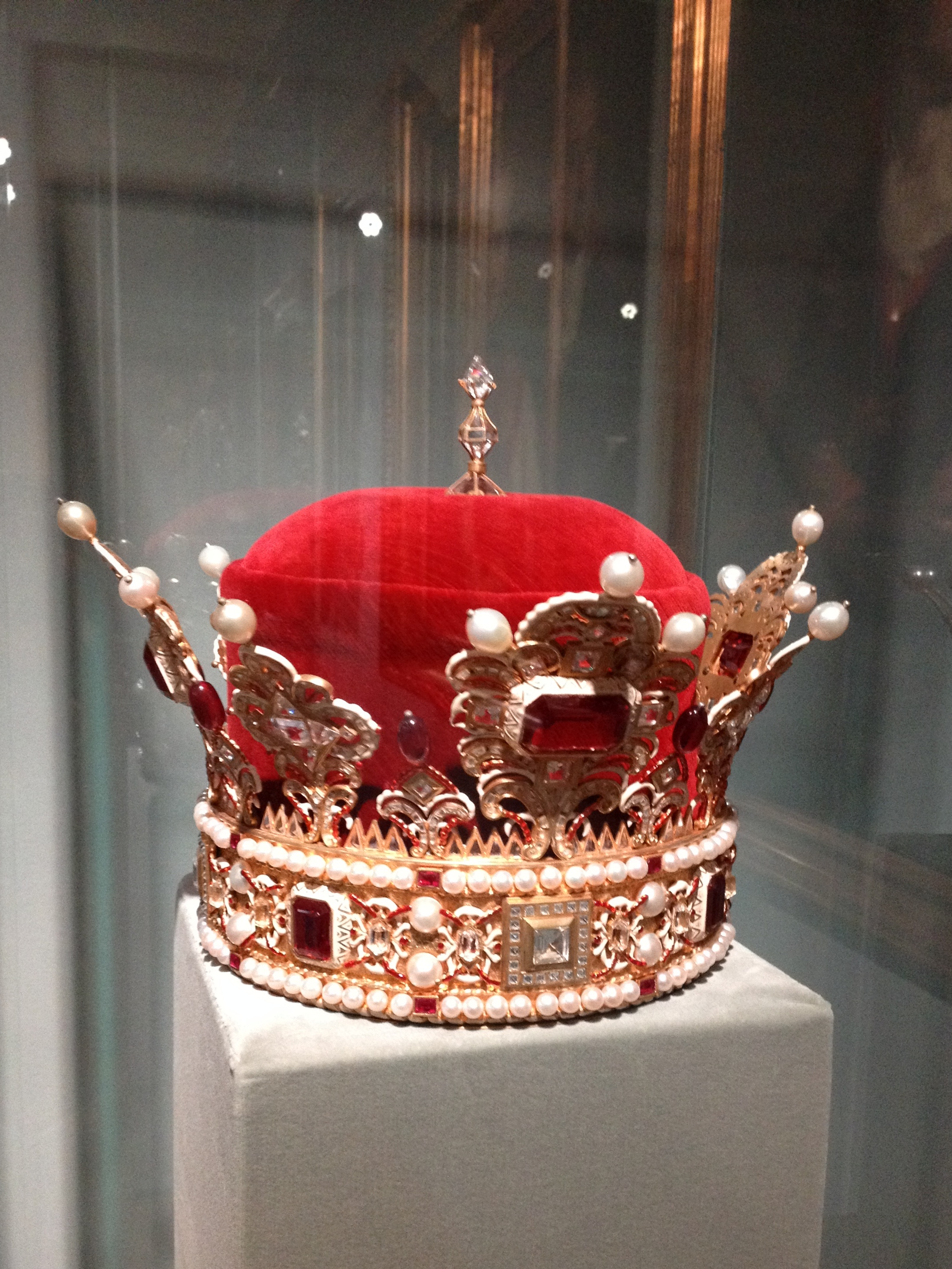
La Corona

Il Cappello Ducale del Liechtenstein fu la corona del Principe del Liechtenstein quale Duca di Troppau e Jägerndorf. Fatta costruire da Carlo I nel 1623 è scomparsa nel 1781, alla morte di Francesco Giuseppe. Una riproduzione basata sull'unico disegno del 1754 è stata donata nel 1976 dal popolo al Principe Francesco Giuseppe II per i suoi 70 anni ed è attualmente conservata al Museo Nazionale del Liechtenstein.